# Avaldsnes
Avaldsnes is een plaats en een voormalige gemeente in Rogaland in Noorwegen. De gemeente bestond tussen 1837 en 1965. In dat laatste jaar ging het grootste deel van Avaldsnes op in de nieuw gevormde gemeente Karmøy. De kleine helft werd gevoegd bij de nieuwe gemeente Tysvær. In het dorp staat een stenen kerk uit de middeleeuwen.
Nabij het dorp ligt Vikinggarden Avaldsnes, een museum over de vikingtijd.